# Antonello Riva
Antonello Riva nació en Rovagnate, el 28 de febrero del 1962. Ha sido uno de los campeones más grandes del baloncesto italiano. Comenzó a jugar baloncesto en 1977-78. Riva fundó un nuevo equipo de baloncesto en 2002. Ha participado en la selección nacional, conquistando el oro en los europeos de Nantes en 1983. Ganó un trofeo en su carrera por ser el mejor anotador italiano de todos los tiempos en 2004, con 14.397 puntos. Era más que un tirador nato. Fue un jugador sólido, resistente, determinante y, sobre todo, era un tirador infalible desde más allá de la línea de 3 puntos.

## Carrera
Crecido en las juveniles del Cantù, hizo su debut en la Serie A en la temporada 1977-78. Con Cantú permaneció durante doce años, hasta que lo contrató el Olimpia Milano en 1989. En 1994 fue fichado por el Scavolini Pesaro y, dos años después, por el Pallacanestro Gorizia. En 1998 volvió a Cantù, donde jugó hasta la conclusión del campeonato 2001-2002. En el verano de 2002 fichó por Pallacanestro Rieti (Nuova Sebastiani Basket Rieti de la serie B) que como entrenador tenía a Tonino Zorzi. Con este equipo conquistó el "coppa Italia" di Lega B y la promoción a la LegADue en el campeonato 2003-2004. En el campeonato siguiente de LegADue (2004-2005) dio un paso adelante (el 21-11-04) para decir adiós al baloncesto y vestir el traje de director general del mismo NSB Rieti. En su expediente, el récord de puntos en la Serie A italiana: 14.397.

## Nacional
Con la selección "azzurra" alcanzó el 5.º lugar absoluto en participaciones internacionales ( 213 veces ) y ha conseguido el número increíble de 3785 puntos (aún récord de puntos en la selección "azzurra", con el segundo en la clasificación a más de 900 puntos, el legendario Dino Meneghin).

## Palmarés
- LEGA: 1

Pallacanestro Cantú 1980-81
- Recopa de Europa: 3

Pallacanestro Cantú: 1978, 1979, 1981
- Euroliga: 2

Pallacanestro Cantú:  1982, 1983
- Copa intercontinental: 1

Pallacanestro Cantú: 1982
- Copa Korac: 1

Olimpia Milano: 1993